# Kobe Cools
Kobe Cools (Bornem, 25 luglio 1997) è un calciatore belga, difensore del Dender.

## Caratteristiche tecniche
È un difensore centrale.

## Carriera
È cresciuto nel settore giovanile dell'Anderlecht.
Nella stagione 2019-2020 ha disputato 7 incontri di UEFA Europa League con la maglia del F91 Dudelange fra qualificazioni e fase a gironi.
Nella stagione 2024-2025 gioca nella prima divisione belga con il Dender.

## Palmarès

### Club

#### Competizioni nazionali
- Campionato lussemburghese: 1

F91 Dudelange: 2021-2022